# Roller Coaster (Lagoon)
Roller Coaster in Lagoon (Farmington, Utah, USA) ist eine Holzachterbahn vom Konstrukteur John A. Miller, die 1921 eröffnet wurde. Sie wurde 1953 durch ein Feuer zerstört, dann jedoch wieder aufgebaut.
Die 762 m lange Strecke besitzt ein doppeltes Out-&-Back-Layout und erreicht eine Höhe von 18,9 m. Die Höchstgeschwindigkeit beträgt 72,4 km/h.

## Züge
Roller Coaster besitzt seit 2018 zwei Züge von Great Coasters International des Typs Millennium Flyer mit jeweils zwölf Wagen. In jedem Wagen können zwei Personen (eine Reihe) Platz nehmen. Vorher verfügte die Bahn über zwei Züge des Herstellers Philadelphia Toboggan Coasters mit jeweils vier Wagen zu sechs Personen (drei Reihen à zwei Personen).